# The Art of Falling Apart
The Art of Falling Apart è il secondo album discografico del gruppo musicale inglese dei Soft Cell, pubblicato nel 1983.

## Tracce
1. Forever the Same – 5:06
2. Where the Heart Is – 4:34
3. Numbers – 4:55
4. Heat – 6:11
5. Kitchen Sink Drama – 3:56
6. Baby Doll – 6:44
7. Loving You, Hating Me – 4:18
8. The Art of Falling Apart – 5:01

## Formazione
Gruppo
- Marc Almond – voce
- Dave Ball – cori, sintetizzatori, altri strumenti

Collaboratori
- John Gatchell – tromba, corni